# 凯内马区

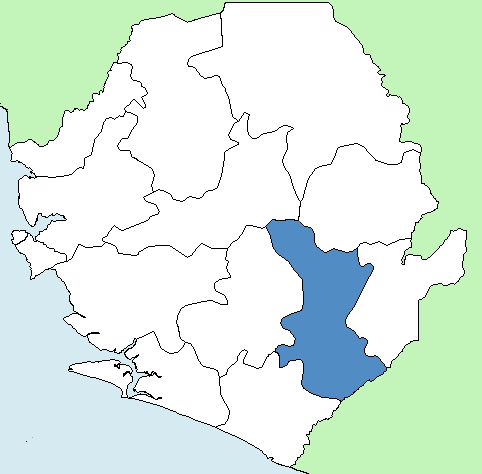
凯内马区

凯内马区（英文：Kenema District）是塞拉利昂16区之一，首府凯内马，是塞拉利昂第三大城市，仅次于弗里敦和博城。通戈是该地区人口第二多的城市。凯内马区是塞拉利昂東方省中人口最多的行政區，人口为609,873。